# Stjepan Tomas
Stjepan Tomas (Bugojno, 6 de março de 1976) é um ex-futebolista croata nascido na atual Bósnia-Herzegovina e que atuava como volante. Ingressou na carreira de treinador alguns anos após aposentar-se dos gramados em 2010, atuando como auxiliar técnico de clubes da Süper Lig. 
Atualmente, está sem clube após ter rescindido amigavelmente seu contrato com o Göztepe, clube que acabou rebaixado para a Segunda Divisão Turca ao final da temporada 2021–22.

## Seleção Croata
Como jogador, atuou pela Seleção Croata de Futebol pela Copa do Mundo nas edições realizadas em 2002 e 2006, além de ter disputado o Campeonato Europeu de Futebol na edição realizada em 2004. Nas três competições entre seleções, a Croácia foi eliminada na fase de grupos.

## Títulos como jogador

### Dinamo Zagreb
- Campeonato Croata (5): 1995–96, 1996–97, 1997–98, 1998–99 e 1999–00
- Copa da Croácia (3): 1996, 1997 e 1998
- Supercopa da Croácia (3): 1996, 1997 e 1998

### Fenerbahçe
- Campeonato Turco (1): 2003–04

### Galatasaray
- Copa da Turquia (1): 2004–05
- Campeonato Turco (1): 2005–06

### Rubin Kazan
- Campeonato Russo (2): 2008 e 2009

## Retrospecto como treinador
| Clube       | Jogos | V | E | D | %      |
| ----------- | ----- | - | - | - | ------ |
| Antalyaspor | 6     | 0 | 3 | 3 | 16,67% |
| Rizespor    | 12    | 5 | 4 | 3 | 52,78% |
| Göztepe     | 6     | 0 | 1 | 5 | 5,56%  |